# 東京佼成ウインドオーケストラ
東京佼成ウインドオーケストラ（とうきょうこうせいウインドオーケストラ、Tokyo Kosei Wind Orchestra、TKWO） は、日本のプロフェッショナル吹奏楽団である。1960年に、立正佼成会を母体として東京佼成吹奏楽団として発足した。

## 概要
「鑑賞する吹奏楽」の普及を目指し、室内楽のような小編成の楽曲から、大編成の楽曲まで様々な規模で演奏している。
1960年5月、宗教法人立正佼成会の式典行事のための楽団「東京佼成吹奏楽団」の名称、20数名の団員で発足した。当時、日本国内における吹奏楽団の指揮者の多くは軍楽隊出身者であったが、当該楽団はいち早くクラシック界から指揮者を招き、活動の幅を広げた。
1970年代に入り、真のプロ吹奏楽団の道を歩むために新しい組織作りを模索する。これをきっかけとして常任指揮者を迎えると共に、1973年に名称を東京佼成ウインドオーケストラと改称した。
1980年以降、海外から積極的に指揮者を招き、コンサートやレコーディングを行っている。
全日本吹奏楽コンクール課題曲参考音源のCD録音は、1977年から1998年までは東京佼成ウインドオーケストラが単独で行っていたが、1999年以降は大阪市音楽団（現在のOsaka Shion Wind Orchestra）と2年おきに行っている（詳細は全日本吹奏楽コンクール課題曲音源#課題曲参考演奏を参照）。
2013年、文化庁の「文化芸術による子どもの育成事業」にプロ吹奏楽団として初めて採択されて以来、2015年を除いて毎年参加をしている。楽団創設理念である吹奏楽を通しての青少年教育事業を熱心に展開、サポートしている。
2022年4月1日から経営主体が「一般社団法人東京佼成ウインドオーケストラ」となり、立正佼成会から独立した。

## 歴史
- 1960年5月3日 - 東京佼成吹奏楽団として結成
- 1963年3月10日 - 第1回定期演奏会を開催
- 1968年6月4日 - NHK教育テレビ「音楽教室：吹奏楽」に初出演（収録：5月20日/於：CT-103）※担当：学校放送部／田中良一PD、杉村靖弘PD
- 1973年12月 - 東京佼成ウインドオーケストラに改称
- 1978年 - 第1回東南アジア吹奏楽指導者協会大会(SABDA)(東京,日本)に出演
- 1980年 - 第2回東南アジア吹奏楽指導者協会大会(SABDA)(東京,日本)に出演
- 1981年3月28日 - 第28回定期演奏会にて、指揮者として初来日したアルフレッド・リードを招待、会場である新宿文化センターが立ち見席まで満員となり、一部の入場が制限された。
- 1984年 - 第4回JBA-ABA合同会議「日米吹奏楽交歓演奏会(JBA-ABA Googwill Cncert)」(普門館)に出演
- 1989年 - ヨーロッパ・ツアー開催（スイス、オーストリア、フランス、イギリス、オランダ）。オランダでは「第4回世界吹奏楽大会（WASBE）」ガラコンサートに出演
- 1991年 - 「第1回日本吹奏楽アカデミー賞」受賞
- 1993年 - 皇太子御成婚記念CD「新・祝典行進曲」を、作曲家・團伊玖磨自身の指揮により録音。スイスツアー開催
- 1995年 - 「第7回世界吹奏楽大会（WASBE） in 浜松」ガラコンサートに出演[3]
- 1998年 - 黛敏郎管楽作品集「トーンプレロマス55」を、岩城宏之の指揮で録音。平成11年度文化庁芸術祭「レコード部門」優秀賞を受賞
- 1999年 - 12月 - 台湾ツアー、嘉義市で行われた2000年のカウントダウンイベントにも参加
- 2000年 - 3月19日　放送75周年記念「NHKみんなのコンサート」（指揮：南安雄）に出演（於：NHKホール）
- 2000年 - 第11回アジア・太平洋吹奏楽指導者協会大会(APBDA)(嘉義,台湾)に出演
- 2002年　
  - 4月 - アジアツアーに初参加
  - 12月 - 毎年アメリカ・シカゴで行われているミッドウエスト・クリニックに初参加
- 2005年 - 「第12回世界吹奏楽大会（WASBE） in シンガポール」ガラコンサートに出演(指揮 : D.ボストック)[4]
- 2006年11月 - 「第1回東京佼成ウインドオーケストラ作曲コンクール」開催（第3回以降は休止状態）
- 2006年12月 - 第48回日本レコード大賞に出演
- 2007年6月27日 - 高校野球で応援として演奏される吹奏楽曲を集めたCD「ブラバン!甲子園」を発売。吹奏楽史上初のオリコンによるウイークリーアルバムチャートで最高17位を記録（2007年8月20日付）
- 2009年 - 日本テレビ『箱根駅伝』の新メインテーマ曲「Runner of the Spirit」を、作曲家・久石譲自身の指揮により録音
- 2010年
  - 9月～10月 - ヨーロッパツアー開催。イタリア、スイス、ドイツ、トルコの各都市にて公演（指揮：ダグラス・ボストック）
- 2011年
  - 1月 - コンサートマスターが須川展也から同じアルトサクソフォンの田中靖人へバトンタッチ
  - 7月 - 台湾ツアー。第15回世界吹奏楽大会(嘉義)と台北市にて公演（指揮：ポール・メイエ）
- 2013年
  - 3月 - 普門チャリティーコンサートにて森山良子と共演（3月24日／指揮：藤野浩一／中野サンプラザホール）
  - 4月 - チェコの巨匠、ラドミル・エリシュカと共演
  - 8月 - 「ヴィルトーゾ・コンチェルト」開催（浜松国際管楽器アカデミーとの共同企画）工藤重典（フルート）、ジェイムス・トンプソン（トランペット）、ジャン＝イヴ・フルモー（サックス）の各氏と共演（8月7日／指揮：大井剛史／大田区民ホール・アプリコ）
  - 9月 - 第28回国民文化祭・やまなし2013「吹奏楽の祭典」に出演（9月29日／指揮：渡邊一正／河口湖ステラシアター）
  - 11月 - NHK「明日へ」東日本大震災復興支援ソング「花は咲く」プロジェクトが収録され、繰り返し演奏模様が放送される
  - 12月 - 第51回レコードアカデミー賞特別部門吹奏楽において「吹奏楽燦選／フェスティーヴォ！」（ヴァーツラフ・ブラフネク指揮）（日本コロムビア）がアカデミー賞受賞
- 2014年
  - 3月 - 八神純子と共演（3月23日／指揮：藤野浩一／府中の森芸術劇場どりーむホール）
  - 5月 - 第2回普門チャリティーコンサートにて岩崎宏美と共演（5月25日／指揮：藤野浩一／中野サンプラザホール
- 2015年
  - 1月 - 同日（1月17日）にシエナ・ウインド・オーケストラと定期演奏会を時間差で開催。双方のコンサートを聴ける【リレー・チケット】を発売し、話題を呼ぶ
  - 5月 - 岩井直溥を偲んで命日に「岩井直溥エバーグリーンコンサート」を開催（5月10日／指揮：渡邊一正／東京芸術劇場コンサートホール）
  - 5月 - 第3回普門チャリティーコンサートにて松崎しげると共演（6月21日／指揮：藤野浩一／中野サンプラザホール）
  - 9月 - 藤野浩一還暦記念エンターテインメント・コンサート開催（9月13日／中野サンプラザホール）
  - 10月 - 徳川家康公顕彰四百年記念事業の一環としてコンサートを開催（10月11日／静岡市民文化会館大ホール）
  - 12月 - 第53回レコードアカデミー賞特別部門吹奏楽／管・打楽器において「宇宙の音楽」／「剣と王冠」（ダグラス・ボストック指揮）（日本コロムビア）がアカデミー賞受賞
- 2016年
  - 7月 - 第4回普門チャリティーコンサートにて八神純子と共演（7月10日／指揮：藤野浩一／中野サンプラザホール）
  - 10月 - ドラゴンクエストコンサート初開催（主催：キョードー東京）
  - 11月 - 第1回大阪定期演奏会をザ・シンフォニーホールで開催（定期演奏会の引っ越し公演は、楽団創設史上初）
  - 12月 - 第54回レコードアカデミー賞特別部門吹奏楽／管・打楽器において「陽炎（かぎろひ）の樹」（大井剛史指揮）（ポニーキャニオン）がアカデミー賞受賞
  - 12月 - サントリーホール クリスマスコンサート2016《Let's Christmas!》（主催：サントリーホール）
- 2017年
  - 1月 - 第132回定期演奏会において、航空自衛隊航空中央音楽隊と共演（1月28日）
  - 1月 - テレビ朝日系列「題名のない音楽会」で「ドラゴンクエスト」を演奏。同番組司会（当時）の、ヴァイオリニスト 五嶋　龍と共演（1月29日、3月12日放送）
  - 2月 - 課題曲コンサート2017～往年の名曲とともに～を初開催（2月13日／東京オペラシティコンサートホール タケミツメモリアル）
  - 4月 - テレビ朝日系列「題名のない音楽会」へ再登場。同番組司会の、俳優・歌手 石丸幹二のサックス演奏と演（4月30日、5月7日放送）
  - 6月 - 第5回普門チャリティーコンサートにてサーカスと共演（6月3日／指揮：藤野浩一／中野サンプラザホール）
  - 6月 - 石川県立音楽堂にて第134回定期演奏会の引っ越し公演を行う（指揮：トーマス・ザンデルリンク）
  - 9月 - サントリーホール2017リニューアル記念ダイワハウススペシャル【Reオープニング・コンサート】へ”TKWO祝祭アンサンブル”として出演
  - 10月 - カルッツかわさき（川崎市スポーツ・文化総合センター）開館記念公演の一環として【東京佼成ウインドオーケストラ吹奏楽大作戦in川崎】を開催
- 2018年
  - 2月 - 課題曲コンサート2018～往年の名曲とともに～（2月16日／東京オペラシティコンサートホール タケミツメモリアル）開催
  - 7月 - 第6回普門チャリティーコンサートにてMay Jと共演（7月8日／指揮：藤野浩一／中野サンプラザホール）
  - 9月 - 「エヴァンゲリオンウィンドシンフォニー」コンサート初開催（主催：キョードー東京）
  - 12月 - サントリーホールのクリスマス・イヴ2018≪Shall We Music?≫開催（主催：サントリーホール）
- 2019年
  - 1月 - 「ジョン・ウィリアムズ」ウインド・オーケストラ・コンサート初開催（主催：キョードー東京）
  - 2月 - 課題曲コンサート2019～往年の名曲とともに～（2月8日／東京オペラシティコンサートホール タケミツメモリアル）開催、NTTデータとともに大阪への伝送実験実施
  - 2月 - 愛知県立芸術大学との「コラボレーションコンサート in 長久手2019」を開催
  - 7月 - 第7回普門チャリティーコンサートにて布施明と共演（7月31日／指揮：藤野浩一／中野サンプラザホール）
  - 11月 - 「サンダーバード」ウインドオーケストラコンサート開催、東京建物Brillia HALL（豊島区立芸術文化劇場）のこけら落としシリーズにラインアップ
- 2020年
  - 2月 - 課題曲コンサート2020～往年の名曲とともに～（2月7日／東京オペラシティコンサートホール タケミツメモリアル）開催
  - 10月 - およそ8か月ぶりのコンサートを再開（第150回定期演奏会／指揮：沼尻竜典）
  - 11月 - 創設60周年記念委嘱作品「吹奏楽のための交響曲第3番」（保科洋作曲）を大井剛史の指揮で初演（11月7日）
- 2021年
  - 2月 - 課題曲コンサート2021～往年の名曲とともに～（2月16日／東京芸術劇場コンサートホール）開催
  - 4月 - 「東京佼成ウインドオーケストラ60年史」刊行（新潮社／ISBN 978-4-10-910188-2・384頁）
  - 9月 - 「河口湖ピアノフェスティバル2021」（主催：エイベックス・クラシックス・インターナショナル）においてピアニストの辻井伸行氏と共演
  - 11月 - 立正佼成会より独立し、2022年4月1日より一般社団法人化を発表する
- 2022年
  - 2月 - 課題曲コンサート2022～往年の名曲とともに～（2月17日／東京オペラシティコンサートホール タケミツメモリアル）開催）

## 歴代指揮者体制
指揮者体制（2021年1月現在）は以下の通りである。

### 現指揮者
- 大井剛史 - 正指揮者(2014-2023)、常任指揮者(2024-)
- トーマス・ザンデルリング（Thomas Sanderling）- 首席客演指揮者②(2014-2019)、特別客演指揮者（2020-）
- 飯森範親 - 首席客演指揮者③（2020-）
- 藤野浩一 - ミュージックアドヴァイザー(2014-2019)、ポップス・ディレクター（2020-）

### 元指揮者
- 水島数雄 - 1960年設立当時の楽長・指揮者
- 汐澤安彦 - 常任指揮者①(1972-1974)
- 宇宿允人 - 常任指揮者②(1974)
- 平井哲三郎 - 常任指揮者③(1974-1984)
- フレデリック・フェネル（Frederick Putnam Fennell）- 常任指揮者④(1984-1996)、桂冠指揮者(1996-)、2004年12月7日永眠 90歳没
- ダグラス・ボストック（Douglas Bostock）- 常任指揮者⑤(2000-2006)、首席客演指揮者①(2006-2011)
- ポール・メイエ（Paul Meyer）- 首席指揮者(2010-2012)

## 楽団員（2024年5月現在）
- 丸田悠太 - ピッコロ、フルート（インスペクター）
- 前田綾子 - フルート
- 宮村和宏 - オーボエ （副コンサートマスター）
- 福井弘康 - ファゴット
- 大浦綾子 - クラリネット
- 林裕子 - クラリネット
- 太田友香 - クラリネット
- 亀居優斗 - クラリネット
- 瀧本千晶 - アルト・クラリネット
- 有馬理絵 - バス・クラリネット
- 原浩介 - クラリネット・コントラバス・クラリネット（企画委員）
- 林田祐和 - アルト・サクソフォン（コンサートマスター）
- 松井宏幸 - テナー・サクソフォン
- 栃尾克樹 - バリトン・サクソフォン（インスペクター）
- 奥山泰三 - トランペット
- ガルシア安藤真美子 - トランペット
- 本間千也 - トランペット
- 河原史弥 - トランペット
- 上原宏 - ホルン
- 堀風翔 - ホルン（インスペクター）
- 小助川大河 - ホルン
- 今村岳志 - テナー・トロンボーン（インスペクター）

- 石村源海 - テナー・トロンボーン
- 佐藤敬一朗 - バス・トロンボーン
- 岩黒綾乃 - ユーフォニアム
- 近藤陽一 - テューバ
- 前田芳彰 - コントラバス
- 坂本雄希 - ティンパニ
- 秋田孝訓 - パーカッション
- 和田光世 - パーカッション
- 渡辺壮 - パーカッション

## 定期演奏会（東京）
| 回  | 年   | 月日/時間                  | 場所                                                | 指揮者                             | 独奏者 |
| --- | ---- | -------------------------- | --------------------------------------------------- | ---------------------------------- | --- |
| 160 | 2023 | １月28日(土)/14:00～       | なかのZERO大ホール                                  | ユベール・スダーン                 | |
| 159 | 2022 | ９月30日(金)/19:00～       | なかのZERO大ホール                                  | 飯森範親                           | |
| 158 | 2022 | ４月25日(月)/19:00～       | なかのZERO大ホール                                  | 大井剛史                           | |
| 157 | 2022 | 2月26日(土)/14:00～        | 東京芸術劇場コンサートホール                        | 飯森範親                           | |
| 156 | 2021 | 11月23日(火･祝)/14:00～    | 東京芸術劇場コンサートホール                        | ポール・メイエ                     | |
| 155 | 2021 | 9月23日(木･祝)/14:00～     | 東京芸術劇場コンサートホール                        | 大井剛史                           | |
| 154 | 2021 | 6月5日(土)/14:00～         | 東京芸術劇場コンサートホール                        | 原田慶太楼                         | |
| 153 | 2021 | 緊急事態宣言発令のため中止 |                                                     |                                    | |
| 152 | 2021 | 1月16日(土)/14:00～        | 東京芸術劇場 コンサートホール                       | 川瀬賢太郎                         | |
| 151 | 2020 | 11月7日(土)/14:00～        | 東京芸術劇場 コンサートホール                       | 大井剛史                           | |
| 150 | 2020 | 10月3日(土)/14:00～        | 東京芸術劇場 コンサートホール                       | 沼尻竜典                           | |
| 149 | 2020 | 新型肺炎蔓延のため中止     |                                                     |                                    | |
| 148 | 2020 | 新型肺炎蔓延のため中止     |                                                     |                                    | |
| 147 | 2020 | 2月15日(土)/14:00～        | 東京芸術劇場 コンサートホール                       | トーマス・ザンデルリング           | |
| 146 | 2019 | 11月21日(木)/19:00～       | 東京芸術劇場 コンサートホール                       | ユベール・スダーン                 | |
| 145 | 2019 | 10月5日(土)/14：00～       | 東京芸術劇場 コンサートホール                       | 大井剛史                           | |
| 144 | 2019 | 6月15日(土)/14:00～        | 東京芸術劇場 コンサートホール                       | 大井剛史                           | 久保和範（バスバリトン） |
| 143 | 2019 | 4月25日(木)/19:00～        | 東京芸術劇場 コンサートホール                       | ポール・メイエ                     | |
| 142 | 2019 | 2月16日(土)/14:00～        | 東京芸術劇場 コンサートホール                       | 大植英次                           | |
| 141 | 2018 | 11月23日(金・祝)/14:00〜   | 東京芸術劇場 コンサートホール                       | カーチュン・ウォン                 | |
| 140 | 2018 | 10月6日(土)/14:00〜        | 東京芸術劇場 コンサートホール                       | 秋山和慶                           | 本間千也（トランペット） |
| 139 | 2018 | 6月23日(土)/14:00〜        | 東京オペラシティコンサートホール タケミツメモリアル | キンボー・イシイ                   | 丸田悠太（ピッコロ） |
| 138 | 2018 | 4月21日(土)/14:00〜        | 東京芸術劇場 コンサートホール                       | 川瀬賢太郎                         | 宮田大（チェロ） |
| 137 | 2018 | 1月13日(土)/14:00〜        | 東京芸術劇場 コンサートホール                       | ユベール・スダーン                 | 宮村和宏（オーボエ） |
| 136 | 2017 | 11月23日(木・祝)/14:00〜   | 東京芸術劇場 コンサートホール                       | 飯森範親                           | 田中靖人（アルト・サクソフォーン） |
| 135 | 2017 | 9月30日(土)/14:00〜        | 東京芸術劇場 コンサートホール                       | 大井剛史                           | |
| 134 | 2017 | 6月10日(土)/14:00〜        | 東京芸術劇場 コンサートホール                       | トーマス・ザンデルリング           | |
| 133 | 2017 | 4月29日(土)/14:00〜        | 東京芸術劇場 コンサートホール                       | 秋山和慶                           | 金子三勇士（ピアノ） |
| 132 | 2017 | 1月28日(土)/14:00〜        | 東京芸術劇場 コンサートホール                       | シズオ・Z・クワハラ                | 航空自衛隊航空中央音楽隊（特別出演） |
| 131 | 2016 | 11月23日(水・祝)/14:00～   | 東京芸術劇場 コンサートホール                       | 藤岡幸夫                           | |
| 130 | 2016 | 9月22日(木・祝)/14:00～    | 東京芸術劇場 コンサートホール                       | 大井剛史                           | |
| 129 | 2016 | 6月11日(土)/14:00～        | 東京芸術劇場 コンサートホール                       | キンボー・イシイ                   | 岡田昌子(トゥーランドット) 城宏憲（カラフ） 石上朋美（リュー） ジョン・ハオ（ティムール） 井上雅人（役人） 宮本益光（案内役） 東京音楽大学（合唱） |
| 128 | 2016 | 4月29日(土・祝)/14:00～    | 東京芸術劇場 コンサートホール                       | 川瀬賢太郎                         | 宮田大（チェロ） |
| 127 | 2016 | 2月13日(土)/14:00～        | 東京芸術劇場 コンサートホール                       | 大井剛史                           | |
| 126 | 2015 | 12月5日(土)/14:00～        | 東京芸術劇場 コンサートホール                       | トーマス・ザンデルリンク           | |
| 125 | 2015 | 9月5日(土)/14:00～         | 東京芸術劇場 コンサートホール                       | 本名徹次                           | 大茂絵里子（マリンバ） |
| 124 | 2015 | 6月12日(金)/19:00～        | 東京芸術劇場 コンサートホール                       | 大井剛史                           | 太田友香（クラリネット） |
| 123 | 2015 | 4月26日(日)/14:00～        | 東京芸術劇場 コンサートホール                       | 大井剛史                           | 須川展也（サクソフォーン） |
| 122 | 2015 | 1月17日(土)/14:00～        | 東京芸術劇場 コンサートホール                       | トーマス・ザンデルリンク           | 石田泰尚（ヴァイオリン） |
| 121 | 2014 | 11月22日(土)/14:00～       | 東京芸術劇場 コンサートホール                       | シズオ・Z・クワハラ                | ステュワート・グッドイヤー（ピアノ） |
| 120 | 2014 | 9月28日(日)/14:00～        | 東京芸術劇場 コンサートホール                       | ダグラス・ボストック               | |
| 119 | 2014 | 4月27日(日)/14:00～        | 東京芸術劇場 コンサートホール                       | 大井剛史                           | |
| 118 | 2014 | 2月16日(日)/14:00～        | 東京芸術劇場 コンサートホール                       | 川瀬賢太郎                         | 山本浩一郎（トロンボーン） |
| 117 | 2013 | 12月4日(水)/19:00～        | 東京芸術劇場 コンサートホール                       | 渡邊一正                           | |
| 116 | 2013 | 10月18日(金)/19:00～       | 東京芸術劇場 コンサートホール                       | 飯守泰次郎                         | |
| 115 | 2013 | 4月27日(土)/17:00～        | 東京芸術劇場 コンサートホール                       | ラドミル・エリシュカ               | |
| 114 | 2013 | 2月22日(金)/19:00～        | 東京芸術劇場 コンサートホール                       | 金 聖響                            | |
| 113 | 2012 | 12月1日(土)/17:00～        | 東京オペラシティコンサートホール タケミツメモリアル | 飯森範親                           | |
| 112 | 2012 | 10月15日(月)/19:00～       | 東京芸術劇場コンサートホール                        | ポール・メイエ                     | |
| 111 | 2012 | 2月24日(金)/19:00～        | 東京文化会館大ホール                                | 金 聖響                            | |
| 110 | 2011 | 10月14日(金)/19:00～       | 紀尾井ホール                                        | ポール・メイエ                     | |
| 109 | 2011 | 東日本大震災のため中止     |                                                     |                                    | |
| 108 | 2011 | 2月9日(水)/19:00～         | 東京芸術劇場                                        | トーマス・ザンデルリンク           | 玉木 優（トロンボーン） |
| 107 | 2010 | 12月9日(木)/19:00～        | 東京芸術劇場                                        | ポール・メイエ                     | |
| 106 | 2010 | 10月28日(木)/19:00～       | 東京芸術劇場                                        | ダグラス・ボストック               | |
| 105 | 2010 | 4月23日(金)/19:00～        | 東京芸術劇場                                        | ジェリー・ジャンキン               | 前田綾子（フルート） |
| 104 | 2010 | 2月19日(金)/19:00～        | 東京芸術劇場                                        | ポール・メイエ                     | |
| 103 | 2009 | 12月3日(木)/19:00～        | 東京芸術劇場                                        | ダグラス・ボストック               | |
| 102 | 2009 | 10月16日(金)/19:00～       | 東京芸術劇場                                        | 渡邊一正                           | |
| 101 | 2009 | 4月24日(金)/19:00～        | 横浜みなとみらいホール                              | レイ・E・クレーマー                | |
| 100 | 2009 | 2月20日(金)/19:00～        | 東京芸術劇場                                        | 秋山和慶                           | |
| 99  | 2008 | 12月12日(金)/19:00～       | すみだトリフォニーホール                            | ダグラス・ボストック               | |
| 98  | 2008 | 10月10日(金)/19:00～       | 紀尾井ホール                                        | 渡邊一正                           | 竹松 舞（ハープ） 前田綾子（フルート） 大浦綾子（クラリネット） 安藤真美子（トランペット）                                                         |
| 97  | 2008 | 4月11日(金)/19:00～        | 横浜みなとみらいホール                              | 山下一史                           | 須川展也（サクソフォーン） 田中靖人（サクソフォーン）                                                                                              |
| 96  | 2008 | 2月15日(金)/19:00～        | 紀尾井ホール                                        | 下野竜也                           | |
| 95  | 2007 | 12月7日(金)/19:00～        | すみだトリフォニーホール                            | 齊藤一郎                           | 高橋 敦（トランペット） エリック・ミヤシロ（トランペット）                                                                                         |
| 94  | 2007 | 10月26日(金)/19:00～       | 東京芸術劇場                                        | ダグラス・ボストック               | 林英哲（和太鼓） |
| 93  | 2007 | 4月20日(金)/19:00～        | 横浜みなとみらいホール                              | 齊藤一郎                           | |
| 92  | 2007 | 2月16日(金)/19:00～        | 紀尾井ホール                                        | 下野竜也                           | |
| 91  | 2006 | 12月16日(土)/14:00～       | すみだトリフォニーホール                            | 金 聖響                            | |
| 90  | 2006 | 10月9日(月・祝)/14:00～    | 東京芸術劇場                                        | 渡邊一正                           | |
| 89  | 2006 | 4月22日(土)/14:00～        | ミューザ川崎シンフォニーホール                      | 山下一史                           | 須川展也（サクソフォーン） |
| 88  | 2006 | 3月1日(水)/19:00～         | 東京芸術劇場                                        | ダグラス・ボストック               | 赤尾三千子（龍笛） 臼木あい（ソプラノ） 高橋 淳（テノール） 成田博之（バリトン）                                                                   |
| 87  | 2005 | 12月17日(土)/14:00～       | 東京芸術劇場                                        | 齊藤一郎                           | 渡辺香津美（ギター） |
| 86  | 2005 | 10月9日(日)/14:00～        | 紀尾井ホール                                        | ダグラス・ボストック               | |
| 85  | 2005 | 4月23日(土)/19:00～        | 東京芸術劇場                                        | 下野竜也                           | 外囿祥一郎（ユーフォニアム） |
| 84  | 2005 | 2月25日(金)/19:00～        | 東京芸術劇場                                        | ダグラス・ボストック               | ヤン・ギュンス（バス・クラリネット） |
| 83  | 2004 | 12月26日(日)/14:00～       | 紀尾井ホール                                        | 岩城宏之                           | 上野真（ピアノ） 松原勝也（ヴァイオリン） 関口 仁（クラリネット） 有田純弘（ギター＆バンジョー） 早川純（バンドネオン） 田村玄一（スチールギター） |
| 82  | 2004 | 10月16日(土)/19:00～       | 東京芸術劇場                                        | ダグラス・ボストック               | |
| 81  | 2004 | 4月23日(金)/19:00～        | 横浜みなとみらいホール                              | 渡邊一正                           | |
| 80  | 2004 | 2月20日(金)/19:00～        | 東京芸術劇場                                        | ダグラス・ボストック               | 鈴木理恵子（ヴァイオリン） |
| 79  | 2003 | 12月5日(金)/19:00～        | 東京芸術劇場                                        | 山下一史                           | 小倉清澄（クラリネット） エリック宮城（トランペット） オリタ・ノボッタ（サクソフォーン） 片岡雄三（トランペット）                                  |
| 78  | 2003 | 10月17日(金)/19:00～       | 東京文化会館                                        | ダグラス・ボストック               | |
| 77  | 2003 | 4月25日(金)/19:00～        | 紀尾井ホール                                        | 渡邊一正                           | 安藤真美子（トランペット） 前田芳彰（コントラバス）                                                                                                |
| 76  | 2003 | 2月10日(月)/19:00～        | 東京芸術劇場                                        | ダグラス・ボストック               | アントニオ・ピリコーネ（ピアノ） |
| 75  | 2002 | 12月10日(火)/19:00～       | 東京文化会館                                        | ダグラス・ボストック               | |
| 74  | 2002 | 10月18日(金)/19:00～       | 東京芸術劇場                                        | ダグラス・ボストック               | |
| 73  | 2002 | 4月26日(金)/19:00～        | すみだトリフォニーホール                            | 山下一史                           | |
| 72  | 2002 | 2月7日(木)/19:00～         | 横浜みなとみらいホール                              | ダグラス・ボストック               | |
| 71  | 2001 | 12月4日(火)/19:00～        | 東京芸術劇場                                        | ダグラス・ボストック               | 田中靖人（アルト・サクソフォーン） |
| 70  | 2001 | 10月19日(金)/19:00～       | かつしかシンフォニーヒルズモーツァルトホール        | フレデリック・フェネル             | |
| 69  | 2001 | 7月15日(日)/14:00～        | 文京シビックホール                                  | 山下一史                           | 須川展也（アルト・サクソフォーン） |
| 68  | 2001 | 4月27日(金)/19:00～        | 東京文化会館                                        | ダグラス・ボストック               | |
| 67  | 2000 | 12月2日(土)/19:00～        | 東京芸術劇場                                        | ダグラス・ボストック               | |
| 66  | 2000 | 4月20日(木)/19:00～        | 東京文化会館                                        | フレデリック・フェネル             | |
| 65  | 1999 | 12月11日(土)/19:00～       | 東京芸術劇場                                        | 岩城宏之                           | |
| 64  | 1999 | 5月17日(月)/19:00～        | 東京芸術劇場                                        | フレデリック・フェネル             | ミヒャエル・マルティン・コフラー（フルート） |
| 63  | 1998 | 12月5日(土)/19:00～        | 東京芸術劇場                                        | フレデリック・フェネル             | 須川展也（アルト・サクソフォーン） |
| 62  | 1998 | 4月18日(土)/19:00～        | 東京オペラシティコンサートホール タケミツメモリアル | ハンス・グラーフ                   | 小倉貞行（テューバ） |
| 61  | 1997 | 12月5日(金)/19:00～        | 東京芸術劇場                                        | フレデリック・フェネル             | 関口 仁（クラリネット） |
| 60  | 1997 | 3月22日(土)/19:00～        | 東京芸術劇場                                        | ドナルド・ハンスバーガー           | |
| 59  | 1996 | 12月3日(火)/19:00～        | 東京芸術劇場                                        | フレデリック・フェネル             | クリスチャン・リンドバーグ（トロンボーン） |
| 58  | 1996 | 5月1日(水)/19:00～         | 東京芸術劇場                                        | 沼尻竜典                           | |
| 57  | 1995 | 12月1日(金)/18:30～        | 東京芸術劇場                                        | 金 洪才                            | |
| 56  | 1995 | 3月16日(木)/18:30～        | 東京芸術劇場                                        | フレデリック・フェネル             | |
| 55  | 1994 | 12月23日(金･祝)/14:00～    | 東京文化会館                                        | 新通英洋                           | |
| 54  | 1994 | 3月25日(金)/18:30～        | 東京芸術劇場                                        | フレデリック・フェネル             | |
| 53  | 1993 | 12月23日(木･祝)/14:00～    | 東京文化会館                                        | フレデリック・フェネル             | |
| 52  | 1993 | 3月23日(火)/18:30～        | 東京芸術劇場                                        | 山下一史                           | 須川展也（アルト・サクソフォーン） |
| 51  | 1992 | 12月23日(水･祝)/14:00～    | 東京文化会館                                        | フレデリック・フェネル             | |
| 50  | 1992 | 3月24日(火)/18:30～        | 東京芸術劇場                                        | フレデリック・フェネル             | 合唱：ムジカ・ポエティカ |
| 49  | 1991 | 12月24日(火)/18:30～       | 新宿文化センター                                    | 小田野宏之                         | アレン・ヴィズッティ（トランペット） |
| 48  | 1991 | 4月20日(土)/18:30～        | Bunkamuraオーチャードホール                         | フレデリック・フェネル             | |
| 47  | 1990 | 12月24日(月･振)/14:00～    | 東京文化会館                                        | 小田野宏之                         | 山下洋輔（ピアノ） |
| 46  | 1990 | 4月18日(水)/18:30～        | 新宿文化センター                                    | フレデリック・フェネル             | |
| 45  | 1989 | 12月23日(土･祝)/17:30～    | 新宿文化センター                                    | フレデリック・フェネル             | |
| 44  | 1989 | 4月30日(日)/14:00～        | 新宿文化センター                                    | フレデリック・フェネル             | 安倍圭子（マリンバ） |
| 43  | 1988 | 12月27日(火)/18:30～       | 新宿文化センター                                    | 井上道義                           | |
| 42  | 1988 | 3月19日(土)/18:30～        | 新宿文化センター                                    | フレデリック・フェネル             | 下地啓二（アルト・サクソフォーン） |
| 41  | 1987 | 12月27日(日)/14:00～       | サントリーホール                                    | フレデリック・フェネル             | |
| 40  | 1987 | 3月21日(土･祝)/14:00～     | 新宿文化センター                                    | フレデリック・フェネル             | |
| 39  | 1986 | 11月28日(金)/18:30～       | 新宿文化センター                                    | フレデリック・フェネル             | |
| 38  | 1986 | 3月22日(土)/18:30～        | 新宿文化センター                                    | フレデリック・フェネル             | 井手詩朗（ホルン） 並木博美（ホルン） 西郷雅則（ホルン） 木村 淳（ホルン）                                                                         |
| 37  | 1985 | 11月2日(土)/18:30～        | 練馬文化センター                                    | フレデリック・フェネル             | |
| 36  | 1985 | 3月23日(土)/18:30～        | 新宿文化センター                                    | フレデリック・フェネル             | レイモンド・G・ヤング（ユーフォニアム） |
| 35  | 1984 | 11月24日(土)/18:30～       | 東京厚生年金会館                                    | フレデリック・フェネル             | 大倉由紀枝（ソプラノ） |
| 34  | 1984 | 3月28日(水)/18:30～        | 新宿文化センター                                    | フレデリック・フェネル             | 千葉 馨（ホルン） |
| 33  | 1983 | 10月29日(土)/17:00～       | 練馬文化センター                                    | アーナルド・ゲイブリエル           | 高橋アキ（ピアノ） |
| 32  | 1983 | 3月20日(日)/14:00～        | 杉並公会堂                                          | ロバート・ジェイガー               | ウィンストン・モーリス（テューバ） |
| 31  | 1982 | 11月14日(日)/14:00～       | 普門館                                              | アルフレッド・リード               | 小出信也（フルート） |
| 30  | 1982 | 3月27日(土)/15:00～        | 新宿文化センター                                    | フレデリック・フェネル             | 戸部 豊（トランペット） |
| 29  | 1981 | 11月21日(土)/15:00～       | 学習院大学創立百周年記念会館                        | ジェイムス・バダール               | 藤井むつ子（マリンバ） |
| 28  | 1981 | 3月28日(土)/15:00～        | 新宿文化センター                                    | アルフレッド・リード               | 下地啓二（アルト・サクソフォーン） |
| 27  | 1980 | 11月19日(水)/18:30～       | 普門館                                              | モーシェ・アツモン                 | |
| 26  | 1980 | 3月23日(日)/13:30～        | 東京都中央区立中央会館                              | 佐藤功太郎                         | |
| 25  | 1979 | 10月28日(日)/14:00～       | 新宿文化センター                                    | 佐藤功太郎                         | |
| 24  | 1979 | 2月25日(日)/14:00～        | 石橋メモリアルホール                                | 手塚幸紀                           | |
| 23  | 1978 | 12月25日(日)/13:30～       | 日比谷公会堂                                        | 堤 俊作                            | 落合恵子（ナレーション） 少年少女合唱団みずうみ（合唱）                                                                                            |
| 22  | 1977 | 6月18日(土)/18:30～        | 日比谷公会堂                                        | 山田一雄                           | |
| 21  | 1976 | 11月26日(金)/18:30～       | 普門館                                              | ロバート・ジェイガー 岩井直溥      | |
| 20  | 1976 | 6月17日(木)/18:30～        | 日比谷公会堂                                        | 手塚幸紀                           | |
| 19  | 1976 | 2月17日(火)/18:30～        | 東京都中央区立中央会館                              | 市岡史郎                           | |
| 18  | 1975 | 6月13日(金)/18:30～        | 日比谷公会堂                                        | 宇宿允人                           | |
| 17  | 1974 | 6月15日(土)/15:00～        | 日比谷公会堂                                        | 宇宿允人                           | 牧野正純（フルート） |
| 16  | 1973 | 3月22日(木)/18:30～        | 日比谷公会堂                                        | 汐澤安彦                           | |
| 15  | 1972 | 11月21日(土)/18:30～       | 日比谷公会堂                                        | 手塚幸紀                           | |
| 14  | 1972 | 4月26日(水)/18:30～        | 日比谷公会堂                                        | 宇宿允人                           | 鈴木健郎（トランペット） 神谷 敏（トロンボーン） 尾上高志（テューバ） 浅井芳子（ピアノ）                                                           |
| 13  | 1971 | 7月2日(金)/19:00～         | 日比谷公会堂                                        | 飯吉靖彦                           | |
| 12  | 1970 | 11月20日(金)/18:30～       | 普門館                                              | 山田一雄                           | |
| 11  | 1970 | 3月23日(月)/18:30～        | 日比谷公会堂                                        | 宇宿允人                           | |
| 10  | 1969 | 9月12日(金)/18:30～        | 日比谷公会堂                                        | 宇宿允人                           | |
| 9   | 1968 | 11月2日(土)/18:30～        | 日比谷公会堂                                        | 宇宿允人                           | 斎藤紀一（クラリネット） |
| 8   | 1968 | 6月14日(金)/18:30～        | 日比谷公会堂                                        | 秋山和義                           | |
| 7   | 1967 | 10月24日(火)/18:30～       | 日比谷公会堂                                        | 宇宿允人（客演） 水島数雄          | |
| 6   | 1967 | 5月16日(火)/18:30～        | 日比谷公会堂                                        | 石丸 寛（客演） 水島数雄           | 鈴木健司（コルネット） |
| 5   | 1966 | 11月28日(月)/18:30～       | 日比谷公会堂                                        | 宇宿允人（客演） 水島数雄 河野貢造 | 綾部恵造（ホルン） |
| 4   | 1966 | 4月22日(水)/18:30～        | 日比谷公会堂                                        | 秋山和慶（客演） 水島数雄 東 正憲  | 鈴木健郎（トランペット） |
| 3   | 1965 | 4月15日(木)/18:30～        | 日比谷公会堂                                        | 水島数雄                           | 尾上高志（テューバ） 鈴木健郎（トランペット） |
| 2   | 1964 | 5月21日(木)/18:00～        | 日比谷公会堂                                        | 水島数雄                           | 鈴木健郎（トランペット） |
| 1   | 1963 | 3月10日(日)/13:00～        | 杉並公会堂                                          | 水島数雄 河野貢造                  | 折本享資（ピッコロ） |

## 定期演奏会（大阪）
11月の東京公演と同内容
| 回 | 年   | 月日/時間            | 場所                   | 指揮者             | 独奏者                             |
| -- | ---- | -------------------- | ---------------------- | ------------------ | ---------------------------------- |
| 6  | 2021 | 11月24日(水)/19:00～ | ザ・シンフォニーホール | ポール・メイエ     |                                    |
| 5  | 2020 | 11月8日(日)/15:00～  | ザ・シンフォニーホール | 大井剛史           |                                    |
| 4  | 2019 | 11月22日(金)/19:00～ | ザ・シンフォニーホール | ユベール・スダーン |                                    |
| 3  | 2018 | 11月24日(土)/19:00〜 | ザ・シンフォニーホール | カーチュン・ウォン |                                    |
| 2  | 2017 | 11月24日(金)/19:00〜 | ザ・シンフォニーホール | 飯森範親           | 田中靖人（アルト・サクソフォーン） |
| 1  | 2016 | 11月24日(木)/19:00〜 | ザ・シンフォニーホール | 藤岡幸夫           |                                    |

## 課題曲コンサート～往年の名曲とともに～（東京開催分のみ）
※その年度の最新の課題曲は一覧より省略
※2021年開催時の最新課題曲は、中止となった前年度課題曲を再演奏
| 回 | 年   | 月日/時間            | 場所                                                | 指揮者   | 演奏された往年の課題曲 |
| -- | ---- | -------------------- | --------------------------------------------------- | -------- | --- |
| 7  | 2023 | ２月17日(金)/19:00～ | 府中の森芸術劇場どりーむホール                      | 大井剛史 | |
| ６ | 2022 | 2月17日(木)/19:00～  | 東京オペラシティコンサートホール タケミツメモリアル | 大井剛史 | 行進曲「トム・タフ」／E.ビンディング（1956年度） マーチ「列車で行こう」／川村昌樹（2003年度） 躍動する魂～吹奏楽のための／江原大介（2009年度） 香り立つ刹那／長生淳（2012年度） きみは林檎の樹を植える／谷地村博人（2014年度） メタモルフォーゼ～吹奏楽のために～／川合清裕（2017年度） enc.）高度な技術への指標／河辺公一（1974年度）                                            |
| 5  | 2021 | 2月16日(火)/19:00～  | 東京芸術劇場 コンサートホール                       | 大井剛史 | 吹奏楽の為の序曲／坂田雅弘（2000年度） 音楽祭のプレリュード／A.リード（1970年度） シンフォニック・プレリュード／A.リード（1965年度） マーチ「プロヴァンスの風」／田坂直樹（2015年度） イリュージョン／鵜沢正晴（1981年度） 風紋／保科洋（1987年度） enc.）ポップス・オーバーチュア「未来への展開」／岩井直溥（1975年度）                                                          |
| 4  | 2020 | 2月7日(金)/19:00～   | 東京オペラシティコンサートホール タケミツメモリアル | 大井剛史 | 行進曲「皇軍の精華」／須磨洋朔（1941年度） バンドのための楽章「若人の歌」／兼田敏（1964年度） 天国の島／佐藤博昭（2011年度） 行進曲「ラメセスⅡ世」／阿部勇一（1995年度） 渚スコープ／吉田峰明（1987年度） 吹奏楽のためのインヴェンション第1番／内藤淳一（1983年度） enc.）ポップス変奏曲「かぞえうた」／岩井直溥（1978年度）                                                      |
| 3  | 2019 | 2月8日(金)/19:00〜   | 東京オペラシティコンサートホール タケミツメモリアル | 大井剛史 | オラトリオ「サムソン」序曲／G.F.ヘンデル／P.W.ホエアー編（1970年度） 行進曲「朝のステップ」／小川原久雄（1963年度） 稲穂の風／福島弘和（1998年度） Overture FIVE RINGS／三枝成彰（1985年度） エアーズ／田嶋勉（2004年度） 吹奏楽のためのスケルツォ第2番《夏》／鹿野草平（2010年度） フェリスタス／青木進（1979年度） enc.）ポップス・マーチ「すてきな日々」／岩井直溥（1989年度） |
| 2  | 2018 | 2月16日(金)/19:00〜  | 東京オペラシティコンサートホール タケミツメモリアル | 大井剛史 | 祝典行進曲／團伊玖磨（1959年度） さくらのうた／福田洋介（2012年度） 吹奏楽のための「風之舞」福田洋介（2004年度） 五月の風／真島俊夫（1997年度） 吹奏楽のための交響詩「波の見える風景」／真島俊夫（1985年度） ディスコ・キッド／東海林修（1977年度） 吹奏楽のための小狂詩曲／大栗裕（1966年度） enc.）復興への序曲「夢の明日に」／岩井直溥（2013年度）                             |
| 1  | 2017 | 2月13日(月)/19:00〜  | 東京オペラシティコンサートホール タケミツメモリアル | 大井剛史 | 行進曲「大日本」／斉藤丑松（1940年度） 饗応婦人 太宰治作「饗応婦人」のための音楽／田村文生（1994年度） 管楽器のためのソナタ／伊藤康英（1996年度） マーチ「カタロニアの栄光」／間宮芳生（1990年度） 吹奏楽のための「深層の祭」／三善晃（1988年度） 風紋／保科洋（1987年度） enc.）シンコペーテッド・マーチ“明日に向かって”／岩井直溥（1972年度）                                   |

## 委嘱作品／初演日
| 作曲者                  | 曲名                                                                           | 年   | 月日     | 指揮者                 | 独奏者                                                                                | 演奏会名                       | 会場                                                |
| ----------------------- | ------------------------------------------------------------------------------ | ---- | -------- | ---------------------- | ------------------------------------------------------------------------------------- | ------------------------------ | --------------------------------------------------- |
| 陶野重雄                | 音楽的思考「求心」                                                             | 1972 | 4月26日  | 宇宿允人               | －                                                                                    | 第14回定期演奏会               | 日比谷公会堂                                        |
| 伊福部昭                | ブーレスク風ロンド                                                             | 1972 | 11月21日 | 手塚幸紀               | －                                                                                    | 第15回定期演奏会               | 日比谷公会堂                                        |
| 松下眞一                | 交響的幻想曲「偉大への賛歌」                                                   | 1976 | 2月17日  | 市岡史郎               | －                                                                                    | 第19回定期演奏会               | 中央会館                                            |
| R.ジェイガー            | 交響曲第2番「三法印」                                                          | 1976 | 11月26日 | ロバート・ジェイガー   | －                                                                                    | 第21回定期演奏会               | 普門館                                              |
| 兼田 敏                 | ウィンド・オーケストラのための「シンフォニック・ヴァリエーイョン               | 1979 | 2月25日  | 手塚幸紀               | －                                                                                    | 第24回定期演奏会               | 石橋メモリアルホール                                |
| R.ジェイガー            | セレモニーズ                                                                   | 1979 |          |                        |                                                                                       |                                |                                                     |
| A.リード                | ロータス・スートラ（法華経）からの3つの啓示 ※全曲演奏                          | 1983 | 11月24日 | フレデリック・フェネル | －                                                                                    | 第35回定期演奏会               | 東京厚生年金会館                                    |
| 平井哲三郎              | 普門バンドフェスティバルマーチ「躍進」                                         | 1986 | 6月21日  | 平井哲三郎             | －                                                                                    | 第6回普門バンドフェスティバル  | 普門館                                              |
| 青島広志                | 行進曲 普門バンドフェスティヴァル1987                                          | 1987 | 5月31日  | フレデリック・フェネル | －                                                                                    | 第7回普門バンドフェスティバル  | 普門館                                              |
| A.リード                | サリュテーションズ！                                                           | 1988 | 3月5日   | フレデリック・フェネル | －                                                                                    | 立正佼成会創立記念式典         | 大聖堂                                              |
| 宮澤一人                | 普門バンドフェスティバルマーチ                                                 | 1988 | 5月29日  | フレデリック・フェネル | －                                                                                    | 第8回普門バンドフェスティバル  | 普門館                                              |
| 森田一浩                | 普門バンドフェスティバルマーチ                                                 | 1989 | 6月4日   | クレイグ・キルコッフ   | －                                                                                    | 第9回普門バンドフェスティバル  | 普門館                                              |
| 上岡洋一                | 普門バンドフェスティバルマーチ「光る風」                                       | 1990 | 6月3日   |                        | －                                                                                    | 第10回普門バンドフェスティバル | 普門館                                              |
| 木村政巳                | アラ・マルチア                                                                 | 1990 | 7月29日  | フレデリック・フェネル | －                                                                                    | 第1回鬼首音楽祭                | リゾートパークオニコウベ野外特設ステージ            |
| 伊藤康英                | 交響曲                                                                         | 1990 | 12月24日 | 小田野宏之             | －                                                                                    | 第47回定期演奏会               | 東京文化会館大ホール                                |
| 兼田 敏                 | 30周年記念ファンファーレ                                                       | 1990 |          |                        |                                                                                       |                                |                                                     |
| J.ホロヴィッツ          | 舞踏組曲                                                                       | 1991 | 4月20日  | フレデリック・フェネル | －                                                                                    | 第48回定期演奏会               | Bunkamuraオーチャードホール                         |
| 真島俊夫                | Quiet Call for Trombone                                                        | 1991 |          |                        |                                                                                       |                                |                                                     |
| J.アンドリーセン        | サクソフォン四重奏とウィンドオーケストラのための合奏協奏曲                     | 1992 | 3月24日  | フレデリック・フェネル | 須川展也（ソプラノ＆アルト） 田中靖人（アルト） 仲田守（テナー） 秋本康夫（バリトン） | 第50回定期演奏会               | 東京芸術劇場                                        |
| P.スパーク              | セレブレイション                                                               | 1992 | 6月11日  | クレイグ・キルコッフ   | －                                                                                    | 松江公演                       | 松江プラバホール                                    |
| 稲垣卓三                | チューバのための小品                                                           | 1995 |          |                        |                                                                                       |                                |                                                     |
| 磯崎敦博                | 予祝歌（よしゅうか）                                                           | 1995 | 5月18日  | フレデリック・フェネル | 小倉清澄（クラリネット）                                                              | 佐伯公演                       | 佐伯文化会館大ホール                                |
| 伊藤康英                | 吹奏楽のための「メロディ」                                                     | 1996 | 3月29日  | 飯守泰次郎             | －                                                                                    | スペシャルコンサート           | 東京芸術劇場                                        |
| 兼田 敏                 | 吹奏楽のための「バラードⅣ」                                                    | 1998 | 11月21日 | フレデリック・フェネル | －                                                                                    | 大月市文化祭協賛記念コンサート | 大月市民会館大ホール                                |
| 星 吉昭（伊藤康英編曲） | 久遠                                                                           | 1999 | 12月11日 | 岩城宏之               | 佼成合唱団                                                                            | 第65回定期演奏会               | 東京芸術劇場                                        |
| 真島俊夫                | 3つのジャポニスム                                                              | 2001 | 4月27日  | ダグラス・ボストック   | －                                                                                    | 第68回定期演奏会               | 東京文化会館大ホール                                |
| 松下 功                 | 飛天の舞                                                                       | 2002 | 2月7日   | ダグラス・ボストック   | －                                                                                    | 第72回定期演奏会               | 横浜みなとみらいホール                              |
| A.ゴーブ                | ニルヴァーナ                                                                   | 2002 | 10月18日 | ダグラス・ボストック   | －                                                                                    | 第74回定期演奏会               | 東京芸術劇場大ホール                                |
| 笠松泰洋                | コントラバスとウィンドオーケストラの為のコンチェルトグロッソ「オケアノスの海」 | 2003 | 4月25日  | 渡邊一正               | 前田芳彰（コントラバス）                                                              | 第77回定期演奏会               | 紀尾井ホール                                        |
| D.グランサム            | 舞楽                                                                           | 2005 | 4月23日  | 下野竜也               | －                                                                                    | 第85回定期演奏会               | 東京芸術劇場大ホール                                |
| 松下 功                 | 飛天の祈り                                                                     | 2007 | 10月26日 | ダグラス・ボストック   | －                                                                                    | 第94回定期演奏会               | 東京芸術劇場大ホール                                |
| B.ホーリントン          | インヴェンションズ                                                             | 2008 | 4月11日  | 山下一史               | －                                                                                    | 第97回定期演奏会               | 横浜みなとみらいホール                              |
| 北爪道夫                | 雲の変容                                                                       | 2009 | 2月20日  | 秋山和慶               | －                                                                                    | 第100回定期演奏会              | 東京芸術劇場大ホール                                |
| 長生 淳                 | Paganini Lost in Wind                                                          | 2011 | 5月29日  | 山下一史               | －                                                                                    | 山形公演                       | 山形テルサホール                                    |
| 真島俊夫                | “地球” –美しき惑星–                                                            | 2011 | 6月21日  | ポール・メイエ         | －                                                                                    | 広島公演                       | 広島国際会議場フェニックスホール                    |
| P.スパーク              | 希望の彼方へ -LOOKING UP, MOVING ON-                                           | 2012 | 5月24日  | 大井剛史               | －                                                                                    | 仙台公演                       | イズミティ21                                        |
| 山内雅弘                | 主題の無いパッサカリア                                                         | 2012 | 10月15日 | ポール・メイエ         | －                                                                                    | 第112回定期演奏会              | 東京芸術劇場コンサートホール                        |
| (佐村河内守)            | 祈り                                                                           | 2012 | 12月1日  | 飯森範親               | －                                                                                    | 第113回定期演奏会              | 東京オペラシティコンサートホール タケミツメモリアル |
| 藤倉 大                 | “my butterflies” for wind orchestra（デポール大学との共同委嘱作品）            | 2013 | 2月22日  | 金 聖響                | －                                                                                    | 第113回定期演奏会              | 東京芸術劇場コンサートホール                        |
| 植松伸夫                | 組曲「妖精の森」（オーケストレーション：成田勤）                               | 2013 | 4月6日   | 大井剛史               | －                                                                                    | 吹奏楽大作戦2013               | 東京芸術劇場コンサートホール                        |
| 伊藤康英                | ラ・フォリア〜吹奏楽のための小協奏曲                                           | 2013 | 4月6日   | 大井剛史               | －                                                                                    | 吹奏楽大作戦2013               | 東京芸術劇場コンサートホール                        |
| 山口尚人                | Four Inspirations                                                              | 2013 | 5月23日  | 金 聖響                | イアン・バウスフィールド（トロンボーン）                                              | 仙台公演                       | イズミティ21                                        |
| 村田陽一                | Falcon for Solo Bass Trombone                                                  | 2013 | 5月23日  | 金 聖響                | 佐藤敬一朗（バストロンボーン）                                                        | 仙台公演                       | イズミティ21                                        |
| 中橋愛生                | 陽炎（かぎろひ）の樹－吹奏楽のための                                           | 2016 | 2月13日  | 大井剛史               | －                                                                                    | 第127回定期演奏会              | 東京芸術劇場コンサートホール                        |
| 長生 淳                 | ピアノと吹奏楽のための協奏曲                                                   | 2017 | 4月29日  | 秋山和慶               | 金子三勇士（ピアノ）                                                                  | 第133回定期演奏会              | 東京芸術劇場コンサートホール                        |
| 高橋悠治                | 透影（すきかげ）                                                               | 2017 | 11月23日 | 飯森範親               | －                                                                                    | 第136回定期演奏会              | 東京芸術劇場コンサートホール                        |
| 酒井健治                | デチューン （名古屋フィルハーモニー交響楽団との共同委嘱作品）                  | 2019 | 10月19日 | 大井剛史               | －                                                                                    | 第145回定期演奏会              | 東京芸術劇場コンサートホール                        |
| 保科 洋                 | 吹奏楽のための交響曲第3番                                                      | 2020 | 11月7日  | 大井剛史               | －                                                                                    | 第151回定期演奏会              | 東京芸術劇場コンサートホール                        |
| 長生 淳                 | 喜色満海（きしょくうみにみつ）                                                 | 2022 | ２月26日 | 飯森範親               | －                                                                                    | 第157回定期演奏会              | 東京芸術劇場コンサートホール                        |

## 出演情報

### テレビ出演
- 音楽教室「吹奏楽」（昭和43年6月4日放送、NHK教育テレビ）
- N響アワー
- 題名のない音楽会（2012年6月3日・6月10日、2013年4月21日・4月28日、2017年1月29日・3月12日、4月30日・5月7日）
- ららら♪クラシック（2012年9月9日、2013年7月27日、2020年2月28日）
- クラシック倶楽部
- NHK『明日へ』東日本大震災復興支援ソング「花は咲く」プロジェクト
- NHK放送75周年記念「みんなのコンサート」（2000年3月25日<GTV>、4月26日<BS-Hivision>、4月30日<BS2>）

### ラジオ出演
- 吹奏楽のひびき公開録音